# جون هولمز
جون كورتيس هولمز (بالإنجليزية: John Holmes)‏ (8 أغسطس 1944 - 13 مارس 1988) المعروف باسم جون سي هولمز أو جوني واد (على سلسلة الأفلام التيلا مثل بها)، كان أحد أغزر الممثلين الإباحيين إنتاجا على الإطلاق، حيث ظهر في حوالي 2500 مقطع جنسي وفيلم إباحي طويل في السبعينات والثمانينات.
وقد اشتهر هولمز بقضيبه الكبير، والذي تم الترويج له بكثرة بأنه أطول وأسمك وأقوى قضيب في عالم الإباحية، رغم عدم وجود وثائق تسجل طوله وسمكه بشكل يؤكد هذه المعلومة. إلا أن هولمز تورط لاحقا في عدة مشاكل كانت أهمها في جرائم وندرلاند في يوليوعام 1981 (حيث قتل أفراد من إحدى العصابات على يد المهرب ورجل الأعمال إدي ناش)، وفي نهاية المطاف عن توفي من مضاعفات ناجمة عن مرض الإيدز في مارس 1988.
وكان هولمز موضوع عدة كتب، ومقال مطول في مجلة رولينج ستون، فيلمين وثائقيين طول الميزة، وكان مصدر إلهام لاثنين من أفلام هوليوود (بوغي نايتس، وندرلاند).

## روابط خارجية
- جون هولمز على موقع IMDb (الإنجليزية)
- جون هولمز على موقع إن إن دي بي (الإنجليزية)
- جون هولمز على موقع قاعدة بيانات الفيلم (الإنجليزية)
- جون هولمز على موقع كينوبويسك (الروسية)